# Villalfonsina
Villalfonsina ist eine italienische Gemeinde (comune) mit 878 Einwohnern (Stand 31. Dezember 2023) in der Provinz Chieti in den Abruzzen. Die Gemeinde liegt etwa 39 Kilometer südöstlich von Chieti. Etwa sechs Kilometer nordwestlich von Villalfonsina befindet sich die Adriaküste.

## Weinbau
In der Gemeinde werden Reben der Sorte Montepulciano für den DOC-Wein Montepulciano d’Abruzzo angebaut.